# Orden del Águila Blanca (Imperio ruso)
La Orden del Águila Blanca (en ruso: О́рден Бе́лого орла́) fue una orden del Imperio ruso basada en los honores polacos. El emperador Nicolás I de Rusia fundó este galardón en 1831 como la Orden Imperial y Real del Águila Blanca. Un galardonado con la Orden recibía el título de Caballero de la Orden del Águila Blanca.

## Antecedentes
La "águila blanca" ha sido asociada con Polonia incluso antes de la fundación del estado; apareciendo por primera vez en el Escudo de Armas polaco en el siglo XIII. La original Orden del Águila Blanca (en polaco: Order Orła Białego) fue reputadamente establecida por el rey Władysław I en 1325. No hay, sin embargo, evidencias de ser entregada hasta 1705 a manos de Augusto II el Fuerte, rey de la Mancomunidad de Polonia-Lituania.
Después de la Tercera Partición de Polonia en 1795, la Orden del Águila Blanca desapareció brevemente junto con la monarquía polaca. Después de su muerte en 1798, la emperatriz Alejandra llevó el Collar de Gran Maestre de la Orden en la coronación de Nicolás como rey de Polonia. La orden fue resucitada en 1807 por Napoleón I en su efímero Ducado de Varsovia.
En 1815, el Congreso de Viena dividió las tierras históricas polacas entre Prusia, el Imperio austriaco y el Imperio ruso. La mayor parte del territorio fue renombrado como Reino de Polonia e iba a ser una parte autónoma del Imperio ruso.
La Orden del Águila Blanca se menciona como parte del Reino de Polonia en su constitución de 1815:

Las Órdenes polacas civiles y militares, del Águila Blanca, San Estanislao y la Cruz Militar, se conservan. (Ordery Polskie cywilne i woyskowe, to iest: Orła Białego, Świętego Stanisława i Krzyża Woyskowego, są zachowane.)

Durante los años que inmediatamente siguieron al Congreso de Viena, la placa y la cruz de la Orden fueron entregados con la misma insignia polaca, aunque la mayoría de los galardonados eran rusos o miembros del Imperio austriaco.
Después de que tropas rusas suprimieran el levantamiento polaco de 1830-31, Nicolás I despojó de autonomía al Reino de Polonia y adoptó todas las órdenes polacas al mérito.

## Orden dentro del Imperio ruso

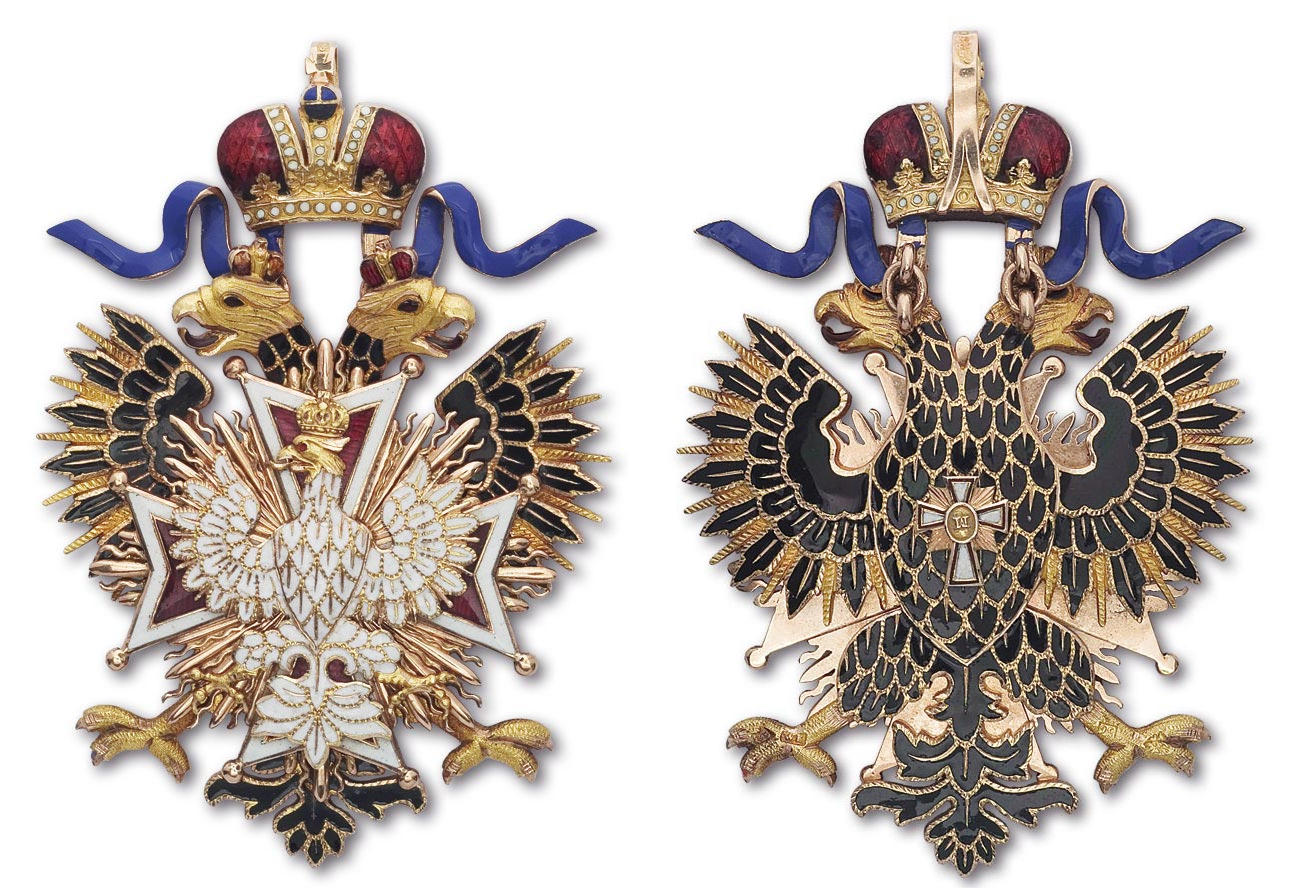
La placa de la Orden del Águila Blanca, 1863.

La Orden del Águila Blanca fue oficialmente "anexada" por Nicolás I el 17 de noviembre de 1831 y pasó a formar parte del sistema de honores del Imperio ruso. Entre los primeros galardonados de la Orden Imperial del Águila Blanca estaban Ivan Paskevich y Pyotr Petrovich Palen, reconocidos por participar en la supresión del levantamiento polaco.
El nuevo diseño tuvo significantes alteraciones: la placa era ahora de oro y esmaltada en rojo; al frente, la cruz de Malta roja original y el águila blanca fueron reducidos de tamaña y superpuestos sobre una águila bicéfala del Imperio ruso. La parte trasera de la placa representaba el diseño original polaco, superpuesto sobre un águila imperial rusa. La estrella ahora mostraba la corona real rusa.
El 25 de enero de 1832, fueron introducidos una cinta y una faja azul.
La Orden del Águila Blanca recibió un alto estatus en la jerarquía de distinciones, situada en rango solo por detrás de la Orden de San Andrés, la Orden de Santa Catalina (solo para mujeres) y la Orden de San Alejandro Nevski. Como la tres más altas distinciones eran nombradas en honor a santos ortodoxos rusos, la Orden del Águila Blanca fue preferida para ser entregada a no-cristianos.